# Moyamu Fujino
Moyamu Fujino (jap. 藤野 もやむ, Fujino Moyamu; * 6. Januar 1982 in Kobayashi, Präfektur Miyazaki) ist eine japanische Mangaka.
Ihr Debütwerk Strange Dream (すとれんじどりーむ, Sutorenji Dorīmu) erschien in der Herbstausgabe 1997 in Square Enix’ Magazin Gangan Wing. Dieses Kapitel wurde 1998 als Mindream in vier Kapiteln fortgesetzt und 1999 als ihr erster Sammelband (Tankōbon) veröffentlicht.

## Werke
Folgende Sammelbände von Fujino wurden veröffentlicht. Die Jahresangaben beziehen sich auf das Veröffentlichungsdatum dieser Sammelbände, nicht der einzelnen Kapitel die bereits in Magazinen veröffentlicht wurden.
- Mindream (まいんどりーむ, Maindorīmu; 1999, 1 Band)
- Nightmare☆Children (ナイトメア☆チルドレン, Naitomea Chirudoren; 1999–2002, 5 Bände)
- Ano Hi Mita Sakura (あの日見た桜; 2000, 1 Band)
- Der Kleine König Valum (賢者の長き不在 -The Firstking Adventure-, Kenja no Nagaki Fuzai – The Firstking Adventure; 2002–2005, 8 Bände)
  - in Deutschland von 2005 bis 2006 von Tokyopop veröffentlicht
- Princess☆Bride☆Story: The Other Side of Nightmare☆Children (2004, 1 Band)
- Hakobune Hakusho (はこぶね白書; 2006–2008, 7 Bände)
- Hitosaki no Hana: Fujino Moyamu Tempenshū (ひとさきの花 藤野もやむ短編集; 2007, 1 Band), Kurzgeschichtensammlung
- Bōkyaku no Cradle (忘却のクレイドル, Bōkyaku no Kureidoru; 2010–, 2 Bände bisher)

Zusätzlich startete 2008 im Magazin Comic Blade Brownie ebenso wie Bōkyaku no Cradle eine weitere Serie namens Ima, Naguri ni Yukimasu (いま、殴りにゆきます). Mit der Unterbrechung dieses Magazins bereits nach der ersten Ausgabe, wurde diese im Gegensatz zu Bōkyaku no Cradle jedoch nicht in ein anderes Magazin übernommen, so dass es nur bei einem Kapitel blieb.